# Cifră
| Clasificare după cultură |
| ------------------------ |
| Cifre indiene            |
| Cifre arabe              |
| Cifre romane             |
| Cifre babiloniene        |
| Cifre chinezești         |
| Cifre grecești           |
| Cifre ebraice            |
| Cifre armene             |
| Cifre maia               |
| Cifre thai               |
| Cifre egiptene           |
| Cifre chirilice          |
| Cifre japoneze           |

Cifra este un simbol grafic folosit pentru scrierea numerelor; impropriu număr. Cele mai utilizate sunt cifrele arabe, aduse în Europa de arabi, în secolul X, din India: 0, 1, 2, 3, 4, 5, 6, 7, 8, 9. Uneori se mai folosesc și cifrele romane: I=1, V=5, X=10, L=50, C=100, D=500, M=1000. Prin termenul cifră se înțelege fiecare din caracterele grafice ce servesc la reprezentarea în scris a numerelor. Impropriu, termenul cifră este folosit destul de des ca sinonim pentru număr.

## Cifră, numeral și număr
Diferența dintre cifră, numeral și număr:
- Cifrele sunt semnele sau simbolurile grafice cu care se scriu numerele, sunt reprezentarea grafică a acestuia. Din punctul de vedere al semioticii, cifra este un semnificant, iar numărul este un semnificat. Trecerea de la semnificant la semnificat presupune totdeauna o acțiune de decodare, un algoritm. Exemplu: cele 10 cifre de la 0 la 9.
- Numeralele sunt etichete (mărci) scrise, orale sau gestuale, care reprezintă un număr. Cele scrise se formează cu ajutorul cifrelor. Exemplu: numerele 1.000.000, 6 (acest număr se scrie cu o singură cifră), 2009.
- Numărul este un concept abstract (lipsit de formă, culoare etc.) ce descrie o anumită proprietate comună a unor colecții sau mulțimi de obiecte - și anume tocmai bogăția (numărul) de elemente din ele. Formulat neriguros, numărul se poate defini conceptual drept proprietatea comună a tuturor mulțimilor cu același număr de elemente. Numerele sunt notate cu cifre (44, 3,14, 13.880 etc.), dar și fiecare din cele 10 cifre poate reprezenta un număr. Alte exemple: numărul de zile dintr-o lună (numărul este bine definit, chiar dacă depinde de luna aleasă), numărul frunzelor dintr-o pădure (acesta se poate doar aproxima), numărul planetelor cu viață din galaxia noastră (acest număr există, dar nu e cunoscut), numărul punctelor de pe un segment de dreaptă (este infinit).

Astfel, numărul „10” se reprezintă în scris cu ajutorul cifrelor „1” și „0”, cu numeralul scris „zece”, dar și cu cuvântul (rostit) „zece”. Prin gesturi, el se poate reprezenta prin arătarea degetelor de la ambele mâini.
Înțelegerea și folosirea cifrelor presupune un grad de abstractizare ridicat. Astfel, la 6 ani, un sfert din copii încă mai scriu în mod greșit 0 + 0 + 0 = 3, iar la vârsta de 8 ani o jumătate din copii mai scriu (tot în mod greșit) 0 × 5 = 5.
Există mai multe seturi de cifre formate din una sau mai multe caractere grafice, fiecare set fiind asociat unui sistem de numerație. În sistemele de numerație poziționale, setul de cifre este alcătuit din minim două caractere (din care unul este de obicei cifra „0”) și formează baza sistemului de numerație, iar numărul cifrelor determină și numele sub care sunt cunoscute aceste cifre (cifre zecimale, binare etc.).

## Clasificarea cifrelor
| Clasificare după bază | Clasificare după bază |
| --------------------- | --------------------- |
| unare                 | (1)                   |
| binare                | (2)                   |
| ternare               | (3)                   |
| cuaternare            | (4)                   |
| senare                | (6)                   |
| octale                | (8)                   |
| zecimale              | (10)                  |
| hexazecimale          | (16)                  |
| duodecimale           | (20)                  |
| sexagesimale          | (60)                  |

Cifrele se clasifică după civilizația (cultura) în care au apărut și s-au dezvoltat (cifre indiene, arabe, romane, etc.) iar cele asociate sistemelor de numerație poziționale se clasifică și după baza de numerație (cifre binare, zecimale, hexazecimale, etc.). 
Astăzi, cele mai cunoscute și folosite sunt cifrele zecimale, cunoscute și sub numele de cifre „indo–arabe” sau „arabe” (0, 1, 2, 3, 4, 5, 6, 7, 8, 9), cifrele romane ( I, V, X, L, C, D, M), cifrele binare (0, 1) și cifrele hexazecimale (0 ... 9, A, B, C, D, E și F).

## Valoarea unei cifre
În sistemele de numerație ce folosesc parțial sau total cifrele „arabe”, o cifră (sau un număr) pot avea reprezentări diferite și valori egale (de ex. 32(10) = 20(16) = 10(32)), sau valori diferite și aceeași reprezentare (de ex. reprezentarea "11" poate avea următoarele valori: 11(2) = 3, 11(8) = 9, 11(16) = 17, 11(32) = 33).
În sistemele poziționale, o cifră are valori diferite după poziția pe care o ocupă în număr (fiecare din cifrele 7 din numărul 777(10) are altă valoare: 7x100, 7x10 și 7x1). În orice sistem de numerație în care există, cifra „0” indică același lucru: absența unei valori.

## Etimologia și istoria termenilor „cifră” și „zero”
Originea acestor cuvinte este legată de sistemul de numerație pozițional zecimal și setul de cifre așa-zise „arabe” (0, 1, ..., 9), folosite azi în aproape toată lumea pentru a reprezenta în scris numerele. În realitate ele sunt originare din India, unde conceptul și semnele pentru 0 și celelalte 9 cifre erau cunoscute și folosite încă de la începutul sec. al VI-lea. Arabii le-au preluat de la indieni în sec. al IX-lea. Europenii le-au preluat de la arabi abia în sec. XII, și au trebuit să mai treacă încă 300 de ani pentru ca aceste cifre și folosirea lor să se generalizeze. Arabii au preluat de la indieni atât simbolul pentru cifra 
„0” cât și cuvântul care-l desemna, śūnya. În sanscrită (limba savantă indiană) śūnya are semnificația de loc gol, neocupat, liber, vacant, lacună, vid, deșert, nimic, zero. În transcrierea arabă śūnya a devenit as-sifr sau sifr (cu pronunția aproximativă sifrone) și capătă, în afara semnificației originale din sanscrită (loc gol, vid, zero), și pe aceea de semn de numerație, de nume comun desemnând toate cele zece cifre, nu numai pe zero. Acest etimon arab sifr stă la originea cuvintelor românești „cifră” și „zero”.
La începutul sec. al XIII-lea sifr este introdus în latina medievală cu semnificația de „zero” de către italianul Leonardo Pisano Fibonacci, care-l folosește în tratatul său editat în 1202 „Liber abaci”. În transcripția acestuia, sifr a generat zefirum care a devenit mai târziu zephirus (italienii pronunțau sifr ca zephiro, iar cuvântul inventat de Fibonacci este foarte asemănător cu pronunția cuvântului arab). Mai târziu zephirus a trecut în italiana medievală unde a fost utilizat - sub această formă și cu semnificația de "zero" - până în sec. al XV-lea. După câteva modificări, acesta a devenit zefiro, care a dat prin contracție (1491) forma actuală "zero". De fapt, din același sifr a derivat în latină și cuvântul cifra (cu semnificația de cifră), de unde a fost preluat mai întâi în italiană și de aici și în alte limbi europene, printre care și în limba română. (Conform DEX '98, termenul „cifră” este preluat din italianul cifra, în latină tot cifra, în franceză chiffre.)
Istoria apariției, evoluției și răspândirii cifrelor nu se poate separa de cea a sistemelor de numerație, și este strâns legată de câteva invenții primordiale cum sunt scrisul, abacul și tiparul. Inventarea cifrelor este la fel de importantă pentru omenire ca și inventarea alfabetului.
Din familia de cuvinte a cuvântului "cifră": cifru, cifrare, descifrare.

## Alte semnificații ale cuvântului „cifră”
O cifră mai poate fi de fapt și un număr care indică valoarea unei mărimi caracteristice a unei substanțe, a unui fenomen:
- Cifră octanică (CO) - Număr care măsoară rezistența unei benzine la detonație (autoaprindere), în comparație cu un etalon. Cifra octanică reprezintă procentul, în volume de izooctan, dintr-un amestec de izooctan și pentan ce detonează la fel ca benzina cercetată, în aceleași condiții de încercare. Cu cât este mai mare cifra octanică, cu atât mai mică este probabilitatea unei detonații. O cifră octanică mare (peste 91) este utilă doar dacă producătorul mașinii o recomandă în mod expres. Octanul este de fapt o hidrocarbură (C8H18).[1]
- Cifră cetanică (CC) - Număr care exprimă procentul de cetan, în volum, dintr-un amestec de cetan și α-metil-naftalen, care se autoaprinde în aceleași condiții cu un anumit combustibil de studiat. Valoarea cifrei cetanice caracterizează calitatea de aprindere a motorinelor în motoarele cu aprindere prin comprimare). Pentru a se aprinde cu siguranță, motoarele cu aprindere prin comprimare folosesc actual motorine cu o cifra cetanică de 50. Valoarea 0 corespunde α-metil-naftalenului (combustibilului ce se aprinde cel mai greu).[2]
- Cifră (sau indice) de saponificare: Mărime caracteristică pentru uleiurile și unsorile minerale, egală cu numărul de miligrame de hidroxid de potasiu, necesar pentru a neutraliza acizii liberi și a saponifica esterii și lactonele dintr-un gram de produs.
- Cifră de afaceri („dever”): valoarea vânzărilor (de bunuri și servicii) cumulate între două bilanțuri succesive.
- Cifra populației: Numărul reprezentând populația existentă la o anumită dată pe glob, într-o zonă a acestuia, pe un continent sau într-o unitate teritorial administrativă (sat, comună, cartier, oraș, județ, țară), rezultat în urma unui recensământ sau extrapolării unor date statistice existente.